# کینگز ریپتون
کینگز ریپتون (به انگلیسی: Kings Ripton) یک روستا و محله مدنی در بریتانیا است که در هانتینگدونشر واقع شده‌است. کینگز ریپتون ۲۲۲ نفر جمعیت دارد.